# 洛根鎮區 (阿肯色州洛根縣)
洛根鎮區（英語：Logan Township）是位於美國阿肯色州洛根縣的一個行政鎮區。

## 地方資料
洛根鎮區的面積為47.76平方千米，當中陸地面積為47.09平方千米，而水域面積為0.67平方千米。根據2010年美國人口普查的數據，當地共有人口434人，而人口密度為每平方千米9.09人。